# 잭 블랙
토마스 제이콥 "잭" 블랙(영어: Thomas Jacob "Jack" Black, 1969년 8월 28일 ~ )은 미국의 가수, 희극인, 배우이다. 동료 친구 카일 가스와 코미디 및 록 듀오 터네이셔스 D로 활동하며 음반 2장을 냈으며 코미디 그룹 프랫 팩의 구성원이기도 하다.

## 생애
잭 블랙은 캘리포니아주 산타모니카에서 태어났다. 그의 어머니 주디스는 허블스페이스텔레스코에서 일하던 인공위성 기술자였으며, 그의 아버지 역시 인공위성 기술자였다. 그의 어머니는 유대인이었고 그의 아버지 역시 유대교로 개종하였다. (잭 블랙은 유대인 학교에 다녔다.) 투나잇쇼에 출연한 그는 그의 성(姓)씨가 아마 대장장이에서 유래했을 것이라고 말했다. 그의 부모님은 그가 10세때 이혼하였다. 그때 그는 그의 아버지를 따라 컬버시티로 이주하였고 자주 어머니의 집을 방문하기도 했다. 어린시절의 그는, 1982년 액티비전 게임사에서 발매된 핏폴의 광고에 모델로 출연하였다. 이 에피소드는 후에 지미키멜라이브와 코넨오브라이언과 함께하는 투나잇쇼에 출연했을 당시 밝혀졌다. 고등학생 무렵, 그의 아버지는 그를 포세이돈 스쿨에 입학시켰는데, 이 학교는 특별히 고안된, 학생을 지치게 만드는 전통적 학교 규율방식을 고수하고 있었다. 잭 블랙은 크로스로드 스쿨에도 다녔었는데, 그는 특히 드라마 과목에서 뛰어났다. 그는 UCLA에 진학했지만 연예활동을 이유로 대학 2학년에 중퇴하였으며, 이 때부터 아버지로부터의 경제적 도움은 끊겼다. 이 후 동문 팀로빈스는 그의 영화 《밥 로버츠》에 그를 캐스팅하였다. 그는 또한 HBO의 단편 코미디 시리즈인 《미스터쇼》에 특별출연했다.

## 배우 활동
블랙의 배우로써 첫 활동시작은 황금시간대의 텔레비전 프로였다. 그는 《라이프고즈온》, 《알래스카의 빛》,《미스터쇼》, 《피켓펜스》, 《엑스파일》 같은 프로에 출연하였다. 또한 그는 방송되지 않은 파일럿 프로 《히트비전 앤 잭》에도 출연하였는데, 배우 론 실버에 의해 前 우주비행사 역을 맡게 되었다. 이 프로의 감독은 벤 스틸러였다.
이 후 블랙은 《에어본》, 《데몰리션 맨》, 《워터월드》, 《더 팬》, 《화성침공》, 팀 로빈스의 《데드맨 워킹》 등등 여러 가지 영화에 단역으로 출연하였다. 그는 영화 《트루 로맨스》에 경비원으로 단역 출연 하였지만, 그 장면은 삭제되었다. 2000년에 그는 영화 《사랑도 리콜이 되나요》에서 존 큐잭이 운영하는 음반가게의 제멋대로인 직원으로 열연하여, 일약 유명스타가 되었다.
그는 곧 주연급의 배우가 되어 《내겐 너무 가벼운 그녀》, 《스쿨오브락》, 《나초리브레》, 《터네이셔스 D: 운명의 피크》, 《킹콩》, 《이어 원》, 《걸리버 여행기》 등에 출연하였다. 또한 《쿵푸 팬더》에서 성우를 맡아 개봉 첫날인 2008년 6월 6일, 총 20.3밀리언 달러를 기록하였다.
그는 이 영화에서 두 번의 아카데미상을 수상한 더스틴 호프먼과 공동 주연을 맡았다. 그의 다음 영화 《빅이어》는 2011년 10월 개봉되었고, 오언 윌슨, 스티브 마틴, 조베스 윌리엄스 등과 공동 캐스팅 되었다. 그는 코미디 배우 모임인 프랫팩의 일원으로 일컬어지며, 이 모임은 자주 함께 공연을 갖는 배우들로 이루어져 있다. 멤버들로는 오언 윌슨, 벤 스틸러, 윌 페럴, 빈스 본, 스티브 커렐 등이 있다.
그는 텔레비전 프로그램 《오피스》에서 프로그램 내의 영화에 게스트로 특별출연 하였다. 클로리스 리치먼, 제시카 알바 역시 함께 게스트 배우로 출연하였다. 이 외에도 《아이칼리》 시즌4 에피소드인 '아이스타트 어 팬 워'에 특별출연 하였다. 그는 종종 텔레비전 미방영 네트워크인 단편 영화제 채널101에서 볼 수 있는데, 여기서 그는 《컴퓨터맨》, 《타임벨트》, 《레이저방귀》 등에 출연하였다. 또한 미방영 단편 코미디 《어섬타운》에서도 볼 수 있는데, 그는 식민지 시대의 군복을 입고 출연한다. 도입부에서 조지 워싱턴흉내를 내며, 다른 미국의 역대 대통령들, 즉 토머스 제퍼슨, 에이브러햄 링컨의 공적을 스스로에게 돌린다. 이 외에 카툰네트워크에서 방영한 《어덜트스윔쇼》의 톰고즈투메이여에서 곰덫 판매상으로 특별출연 하였다.
블랙은 2006년 4월 1일 니클로디언 키즈 초이스 어워드의 진행자로 나섰다. 이 후 2008년 3월 29일, 2011년 4월 2일에도 역시 이 시상식을 진행하였다. 이 외에, 2006년 8월 31일에 진행된 MTV 비디오 뮤직 어워드에서도 그를 볼 수 있다. 또한 블랙은 《새터데이 나이트 라이브》에도 다섯 번 출연한 바 있는데, 세 번은 진행자로써, 한 번은 같은 터네이셔스디 멤버인 카일개스와 함께 뮤지션 게스트로써 출연하였다. 나머지 한 번은 터네이셔스 디와 함께 출연하였지만 진행자나 뮤지션 게스트로써 출연한 것은 아니었다. 그는 VH1의 인터넷 비디오 쇼 《억셉터블 티비》에 출연 및 프로듀스 하였다.
블랙은 2007년 11월 18일 방송된 《심슨가족》의 에피소드 '허즈번드앤나이브스'에서 만화방 주인 밀로 역으로 성우를 맡았다. 이 에피소드 말미에 그는 톰 존스의 'What's New Pussycat?'을 '안녕 푸시캣?'으로 바꾸어 한국어 버전으로 개사해 불렀다. 또한 2001년 10월 퀴즈쇼 《후원츠투비어밀리어네어》의 유명인사 특집 방송에 데니스 리어리, 지미 키멀 등등과 함께 출연하여 125.000달러를 거머쥐었다. 2008년 12월 14일, 블랙은 스파이크 비디오 게임 어워드를 진행 하였다. 그는 헤비메탈 음악을 테마로 한 액션어드벤처게임 '브루탈레전드'에서 주요캐릭터인 로디 에디 리그스의 성우를 맡았었다. 그는 2009년, 이 성우 역할로 스파이크 비디오 게임 어워드에서 베스트 성우 상을 수상하였다. 2009년 4월, 닉 주니어 채널의 어린이 방송 《요 가바가바!》에 출연, "It's Not Fun to Get Lost", "Friends", "The Goodbye Song" 등 재미있는 노래를 불렀다.

## 가수 활동

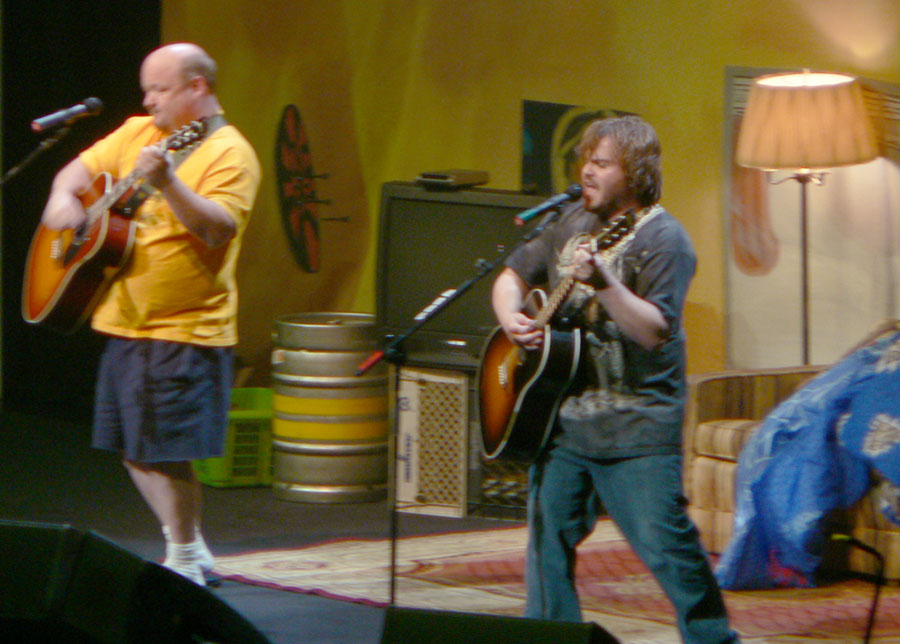
카일 개스와 함께 터네이셔스 디 공연 중인 잭 블랙

블랙은 록 코미디 밴드 터네이셔스 디의 리더로써, 제이비(JB), 혹은 제이블(Jable)로도 불린다. 카일 게스와 함께 두 장의 앨범을 발매하였으며, 'The Pick of Destiny' 앨범에 실린 곡 "The Metal"은 음악 게임 기타히어로3:레전드오브락과 브루탈 레전드에 사용되었다. 데뷔 앨범에 실린 곡 "Rock Your Socks"는 음악 게임 록 밴드 언플러그드에, 역시 같은 앨범에 실린 곡 "Tribute"와 앨범 'The Pick of Destiny'에 실린 곡 "Master Exploder"는 음악게임인 기타 히어로 밴 헤일런, 그리고 록 밴드2에서 사용되었다. "Master Exploder"와 "The Metal"은 영화 《터네이셔스 D: 운명의 피크》의 대표곡이라고 할 수 있다. 리암 린치 감독의 이 영화는, 광팬 리, 사스콰치 같은 독특한 감초역할의 등장을 특색으로 한다. 팀 로빈스는 이 영화에서 카메오로 출연하였으며, 역시 데이브 그롤도 카메오로 사탄을 연기한다. 벤 스틸러는 기타센터의 직원으로 특별출연했으며, 역시 트리뷰트의 뮤직비디오에서도 볼 수 있다.
밴드 터네이셔스 디는 2007년 6월 16일 샌디에이고에서, 미토콘드리아병재단연합에 기부를 하였다. 폴리 쇼어의 영화 《바이오돔》에서도 "Tenacious D"가 나온다. 환경 보존 파티 장면에서 그들의 곡 "The Five Needs"를 들을 수 있다. 또한 《엘런 드제너러스 쇼》에서 '엘런 더 뮤지컬'이라는 주제로, 브로드웨이 스타 크리스틴 체노웨스, 틴에이저 스타 올리비아 올슨과 함께 게스트로 출연하였다. 이 쇼에서 노래는 물론, 곧 개봉될 영화 《나초리브레》에 대하여 이야기를 나눴다.

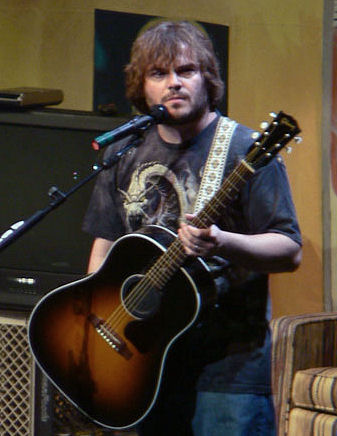
2006년, 공연 중인 잭 블랙.

블랙은 데이브 그롤의 앨범 'Probot'에서 히든송 "I Am Warlock"을 불렀으며, 리암 린치의 앨범 'Fake Songs'에서는 "Rock and Roll Whore"를 불렀다. 영화 《사랑도 리콜이 되나요》의 마지막 장면에서는 마빈 게이의 곡 "Let's Get It On"을 커버하여 불렀다. 밴드 퀸오브더스톤에이지의 곡 "Burn the Witch"에서는 손발로 박자를 맞추며 작업을 도와주었으며, 어떤 퍼포먼스에서는 눈을 감고 하기도 한다. 또한 밴드 론리 아일랜드의 앨범 'Incredibad'에 수록된 곡 "Sax Man"에서도 보컬을 맡았다.
블랙은 미트 로프의 앨범 'Hang Cool Teddy Bear'에서도 듀엣 녹음을 하였다. 미트로프는 영화 《터네이셔스 D: 운명의 피크》에서 블랙의 아버지 역할을 맡았다. 2010년 10월, 터네이셔스 D는 블리자드 엔터테인먼트의 《블리즈콘 2010》에 출연하였다.
잭 블랙은 다음의 뮤직 비디오들에 출연하였다.
- Beck : Sexx Laws
- Foo Fighters : Learn To Fly, Low, The One
- The Eagles of Death Metal : I Want You So Hard (Boy's Bad News)
- Sum41 : Things I Want
- Dio : Push
- Weezer : Photograph

## 사생활
2006년 1월, 블랙은 배우 타냐 헤이든과 약혼하였다. 그녀는 재즈 더블베이시스트 찰리 헤이든의 딸이자, 바이올리니스트 겸 가수인 페트라 헤이든의 여동생이다. 또한 그녀는 첼로연주자이다. 잭 블랙과 함께 크로스로드 스쿨에 다녔으며, 졸업 15년 후에 친구의 생일파티장에서 재회하게 되었다. 2005년 크리스마스 즈음에 블랙은 그녀에게 청혼하였고 2006년 3월 14일 캘리포니아 빅서에서 결혼하였다. 아들인 새뮤얼 재이슨 "새미" 블랙은 2006년 6월 10일 로스앤젤레스의 세더시나이메디컬센터에서 태어났다. 2008년 5월 23일에는 둘째 아들 토마스 데이비드 블랙이 태어났다.

## 수상 및 후보
| 년도 | 작품                                                      | 상                                                 | 부분                                          | 결과 | 참조. |
| ---- | --------------------------------------------------------- | -------------------------------------------------- | --------------------------------------------- | ---- | ----- |
| 2000 | 사랑도 리콜이 되나요                                      | 블록버스터 엔터테인먼트 어워드                     | 좋아하는 남자 조연배우상 - 코미디/로맨스 부분 | 수상 |       |
| 2000 | 사랑도 리콜이 되나요                                      | 아메리칸 코미디 어워드                             | 영화부분 재미있는 남자 조연배우상             | 후보 |       |
| 2000 | 사랑도 리콜이 되나요                                      | 시카고 영화 비평가 협회                            | 최우수 남우주연상                             | 후보 |       |
| 2000 | 사랑도 리콜이 되나요                                      | MTV 무비 어워드                                    | 최고의 뮤직 장면상                            | 후보 |       |
| 2000 | 사랑도 리콜이 되나요                                      | MTV 무비 어워드                                    | 최고의 신인 남자연기상                        | 후보 |       |
| 2000 | 사랑도 리콜이 되나요                                      | 온라인 영화 비평가 협회                            | 최우수 남우주연상                             | 후보 |       |
| 2001 | 내겐 너무 가벼운 그녀                                     | 틴 초이스 어워드                                   | 초이스 무비: 코미디 남자배우상                | 후보 |       |
| 2002 | 런 로니 런                                                | DVD 익스큐시브 어워드                              | 최우수 오리지널 송                            | 수상 |       |
| 2003 | 멜빈 고즈 투 디너                                         | 피닉스 영화 비평가 협회                            | 최우수 앙상블 연기상                          | 수상 |       |
| 2003 | 멜빈 고즈 투 디너                                         | DVD 익스큐시브 어워드                              | DVD 프리미어 최우수 남우조연상                | 후보 |       |
| 2003 | 스쿨 오브 락                                              | 뉴욕 영화 비평가 협회                              | 최우수 남우주연상                             | 3위  |       |
| 2004 | 스쿨 오브 락                                              | 골든 글로브상                                      | 영화 뮤지컬/코미디 부문 최우수 남우주연상     | 후보 |       |
| 2004 | 스쿨 오브 락                                              | 새틀라이트상(국제비평가협회)                       | 영화 뮤지컬/코미디 부분 최우수 남우주연상     | 후보 |       |
| 2004 | 스쿨 오브 락                                              | MTV 무비 어워드                                    | 최고의 코미디 연기상                          | 수상 |       |
| 2004 | 스쿨 오브 락                                              | MTV 무비 어워드                                    | 최고의 온-스크린 듀오상                       | 후보 |       |
| 2004 | 스쿨 오브 락                                              | 틴 초이스 어워드                                   | 초이스 무비: 거짓말쟁이상                     | 후보 |       |
| 2004 | 엔비                                                      | 피플 초이스 어워드                                 | 좋아하는 재미있는 남자 스타상                 | 후보 |       |
| 2005 | Peter Jackson's King Kong: The Official Game of the Movie | 스파이크 비디오 게임 어워드                        | 최우수 남자연기상                             | 수상 |       |
| 2006 | '킹콩                                                     | 틴 초이스 어워드                                   | 초이스 무비: 남자 악당상                      | 후보 |       |
| 2006 | 나쵸 리브레                                               | 니켈로디언 키즈 초이스 어워드                      | 좋아하는 남자 영화스타상                      | 후보 |       |
| 2006 | 나쵸 리브레                                               | 틴 초이스 어워드                                   | 초이스 무비: 코미디 남자배우상                | 후보 |       |
| 2006 | 나쵸 리브레                                               | 틴 초이스 어워드                                   | 초이스 무비: 케미스트리상                     | 후보 |       |
| 2006 | 나쵸 리브레                                               | 틴 초이스 어워드                                   | 초이스 무비: 럼블상                           | 후보 |       |
| 2007 | 마고 앳 더 웨딩                                           | 고담 어워드                                        | 최우수 앙상블 캐스트상                        | 후보 |       |
| 2008 | 쿵푸 팬더                                                 | 니켈로디언 키즈 초이스 어워드                      | 좋아하는 애니메이션 영화 목소리상             | 후보 |       |
| 2008 | 쿵푸 팬더                                                 | 시각 효과협회상                                    | 영화 부분 최우수 애니메이션 캐릭터상          | 후보 |       |
| 2008 | 트로픽 선더                                               | 보스턴 영화 비평가 협회                            | 최우수 앙상블 캐스트상                        | 후보 |       |
| 2009 | Brütal Legend                                             | 스파이크 비디오 게임 어워드                        | 최우수 목소리상                               | 후보 |       |
| 2010 | 걸리버 여행기                                             | 골든 래즈베리상                                    | 최악의 남우주연상                             | 후보 |       |
| 2010 | 걸리버 여행기                                             | 니켈로디언 키즈 초이스 어워드                      | 좋아하는 남자 영화스타상                      | 후보 |       |
| 2011 | 쿵푸 팬더 2                                               | 틴 초이스 어워드                                   | 초이스 무비: 목소리상                         | 후보 |       |
| 2011 | 쿵푸 팬더 2                                               | 니켈로디언 키즈 초이스 어워드                      | 좋아하는 애니메이션 영화 목소리상             | 후보 |       |
| 2011 | 쿵푸 팬더 2                                               | 피플 초이스 어워드                                 | 좋아하는 애니메션 영화 목소리상               | 후보 |       |
| 2011 | 버니                                                      | 인디펜던트 스피릿 어워드(미국 독립영화상)          | 최우수 남우주연상                             | 후보 |       |
| 2011 | 버니                                                      | 뉴욕 영화 비평가 협회                              | 최우수 남우주연상                             | 2위  |       |
| 2011 | 버니                                                      | 고담 어워드                                        | 최우수 앙상블 연기상                          | 후보 |       |
| 2012 | 버니                                                      | 골든 글로브상                                      | 영화 뮤지컬/코미디 부문 최우수 남우주연상     | 후보 |       |
| 2012 | 버니                                                      | 크리틱스 초이스 영화상(미국 방송 영화 비평가 협회) | 최우수 코미디 남자배우상                      | 후보 |       |
| 2015 | 구스범스                                                  | 피플 초이스 어워드                                 | 좋아하는 코미디 남자배우상                    | 후보 |       |